# Oryx (шифр)
ORYX — алгоритм потокового шифрования с длиной ключа 96 бит (экспортный вариант шифра использовал только 32 бита ключа). Использовался для защиты данных в сотовых сетях, таких как IS-136 и CDMA2000. Из-за ошибок проектирования он использовал только 16-битный ключ. Так, узнав первые 25-27 байт любых данных, можно его взломать за {\displaystyle 2^{16}} операций.

## Описание алгоритма
Шифр ORYX состоит из четырех компонентов: три 32-битных РСЛОС, которые обозначены
как LFSRA, LFSRB и LFSRK, S-box, содержащий известные перестановки P (значения от 0 до 255).
Функции обратной связи для LFSRK
{\displaystyle x^{32}+x^{28}+x^{19}+x^{18}+x^{16}+x^{14}+x^{11}+x^{10}+x^{9}+x^{6}+x^{5}+x+1}
Функции обратной связи для LFSRA определены как
{\displaystyle x^{32}+x^{26}+x^{23}+x^{22}+x^{16}+x^{12}+x^{11}+x^{10}+x^{8}+x^{7}+x^{5}+x^{4}+x^{2}+x+1}
и
{\displaystyle x^{32}+x^{27}+x^{26}+x^{25}+x^{24}+x^{23}+x^{22}+x^{17}+x^{13}+x^{11}+x^{10}+x^{9}+x^{8}+x^{7}+x^{2}+x+1}
Функции обратной связи для LFSRB
{\displaystyle x^{32}+x^{31}+x^{21}+x^{20}+x^{16}+x^{15}+x^{6}+x^{3}+x+1}
Алгоритм работы:
1. LFSRK работает один раз.
2. LFSRA работает один раз, с одним из полиномов в зависимости от состояния LFSRK.
3. LFSRB работает один или два раза, в зависимости от состояния LFSRK.
4. Старшие байты в LFSRA, LFSRB и LFSRK скомбинированы в байт Keystream:

Keystream={High8K + L[High8A] + L[High8B]} mod 256